# Schickedanz Open 1991
Lo Schickedanz Open 1991 è stato un torneo di tennis facente parte della categoria ATP Challenger Series nell'ambito dell'ATP Challenger Series 1991. Il torneo si è giocato a Fürth in Germania dal 3 al 9 giugno 1991 su campi in terra rossa.

## Vincitori

### Singolare
Marcos Górriz ha battuto in finale  Dmitrij Poljakov che si è ritirato sul punteggio di 6–2, 3-0

### Doppio
Marcos Górriz /  Maurice Ruah hanno battuto in finale  Jamie Morgan /  Sandon Stolle con il punteggio di 6–2, 6–4